# 司马彦邕
司马彦邕（？—537年），河内温县（今河南省温县）人，安平献王司马孚的后裔，东晋侍中、左卫将军、河间景王司马昙之的玄孙，北魏安远将军、丹阳简侯司马叔璠的曾孙，北魏宁朔将军、骠骑府从事中郎、镇西将军、略阳王府长史、宜阳子司马道寿的孙子，北魏安北将军、恒州刺史，散骑常侍司马仲明的儿子。
司马彦邕有丰采，从正员郎逐渐升迁至相州刺史、骠骑大将军、左光禄大夫。天平四年（537年），司马彦邕去世，朝廷追赠散骑常侍、都督怀洛二州诸军事、骠骑大将军、仪同三司、怀州刺史。